# Chirosia griseifrons
Chirosia griseifrons är en tvåvingeart som först beskrevs av Seguy 1923.  Chirosia griseifrons ingår i släktet Chirosia och familjen blomsterflugor. Arten är reproducerande i Sverige. Inga underarter finns listade i Catalogue of Life.